# Max Unger (Bildhauer)

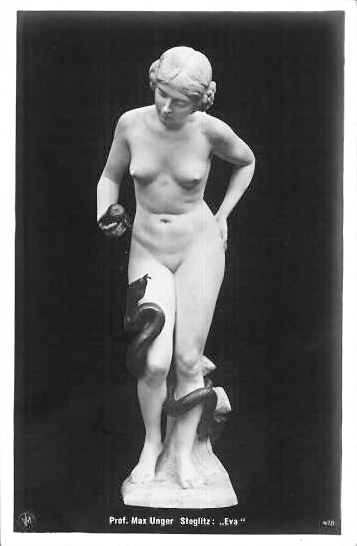
Eva mit Schlange
(Postkarte um 1905)

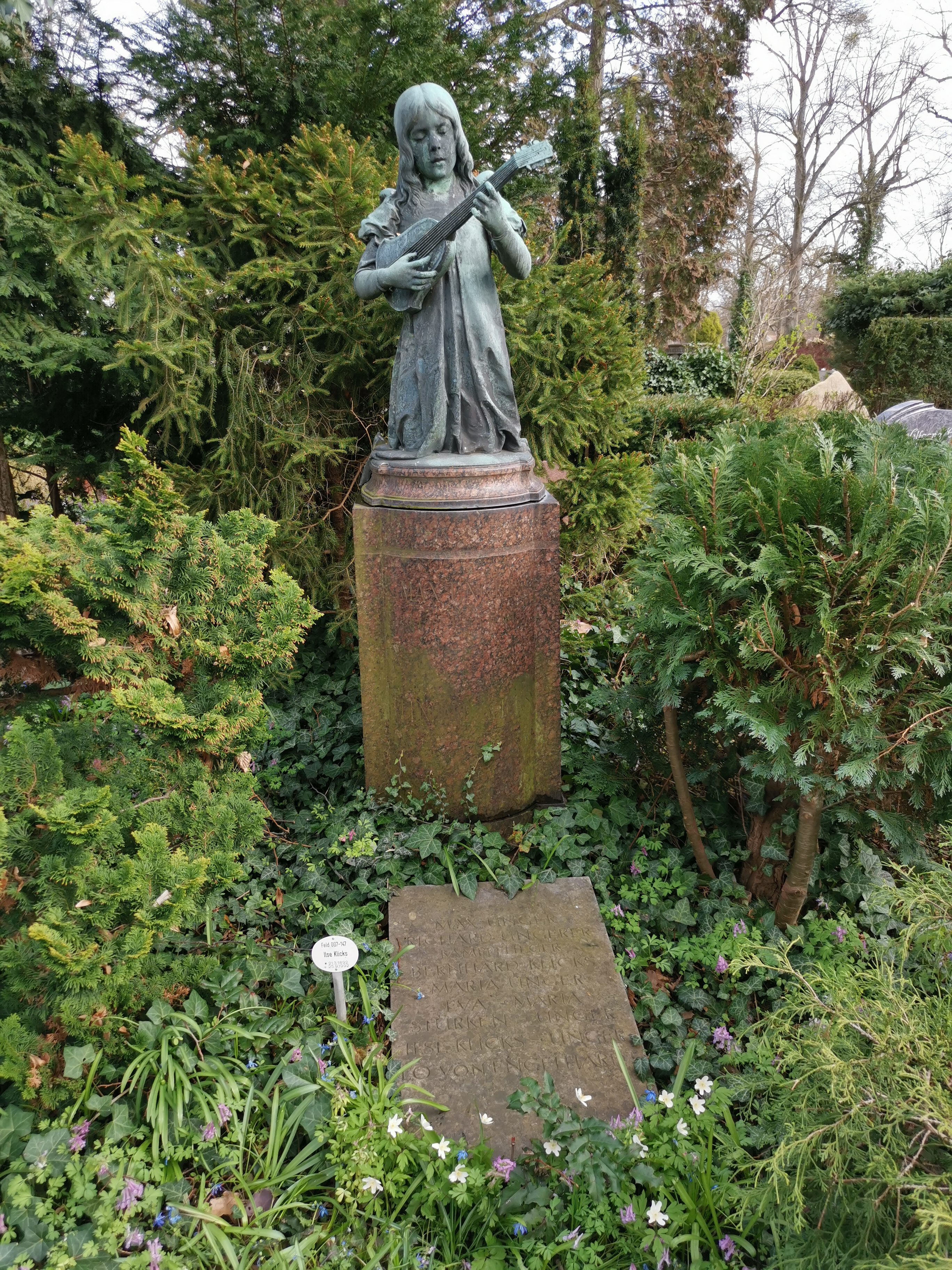
Grab auf dem Friedhof Berlin-Dahlem, Feld 7

Max Unger (* 26. Januar 1854 in Berlin; † 31. Mai 1918 in Bad Kissingen) war ein deutscher Bildhauer.

## Leben
Max Unger lernte die Bildhauerei an der Königlichen Kunstschule in Berlin bei Fritz Schaper und arbeitete von 1874 bis 1875 im Atelier von Albert Wolff. Nach einem zweijährigen Studienaufenthalt in Italien wurde er freischaffender Künstler mit eigenem Atelier in Berlin-Kreuzberg.
Das Atelier für Unger haben die Architekten Peters & Sehring im Garten des Anwesens Alexandrinenstraße 50 erbaut.
Max Unger wurde auf dem Friedhof Dahlem beigesetzt. Sein Grab schmückt ein selbst geschaffener kniender Bronze-Engel mit Gitarre.

## Werke (Auswahl)
- Standbild des preußischen Generalfeldmarschalls Prinz  Friedrich Karl Nikolaus von Preußen (1828–1885) in Frankfurt (Oder), 1888.[2]
- Denkmal für den Markgrafen Waldemar den Großen auf der Berliner Mühlendammbrücke (Fischerbrücke) 1894 – laut Lehnert Prototyp der frühen Standbilder in der Siegesallee; Pendant zum Denkmal Albrecht der Bär von Johannes Boese auf der gegenüberliegenden Seite.[3]
- Standbild König Friedrich Wilhelm IV. für den Weißen Saal des Königlichen Schlosses in Berlin (vermutlich zerstört)
- Bismarckdenkmal in Forst in der Lausitz 1896,
- Denkmal für den Markgrafen Otto I. in der Berliner Siegesallee, Denkmalgruppe 2, 1898
- Kaiser Wilhelm I.-Reiterstandbild auf dem Wilhelmsplatz in Frankfurt (Oder) 1900
- Kaiser Wilhelm I.-Standbild in Ulm; 1900 auf dem Marktplatz errichtet, seit 1939 auf dem Olgaplatz
- Kriegerdenkmal für die Schlacht von Jena in Jena-Vierzehnheiligen 1906
- Kriegerdenkmal für die Schlacht von Auerstedt in Hassenhausen 1906
- Villersbrunnen mit einer Trinkenden  in Leipzig (1942 eingeschmolzen, 2003 rekonstruiert)
- Verschiedene Figuren für Grabdenkmäler, z. B. eine Trauernde für den Alten Friedhof der Nikolai- und Mariengemeinde, Berlin, Prenzlauer Allee 1.
- Fridtjov-Statue (König Fridtjov der Tapfere/Fridtjof den frøkne) in Vik/Vangsnes im Sognefjord (Norwegen) 1913
- Bismarck-Büste, 1908 von der Stadt Ulm angekauft, 1915 in einen Bismarck-Brunnen integriert

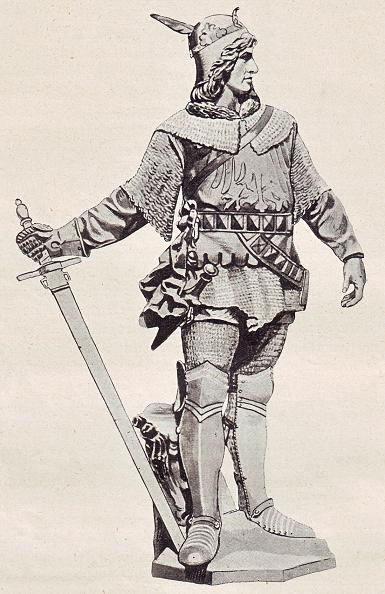
Markgraf Waldemar der Große, Mühlendammbrücke Berlin 1894/95. Prototyp der frühen Monumente in der Siegesallee.
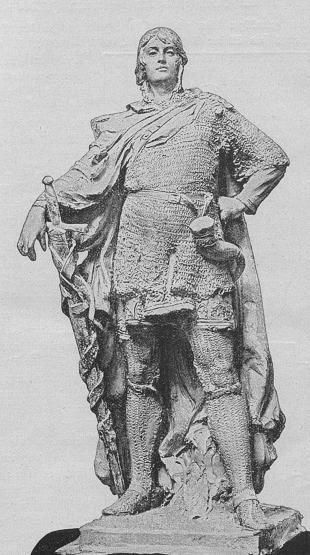
Standbild Otto I. für die (ehemalige) Siegesallee in Berlin, 1898
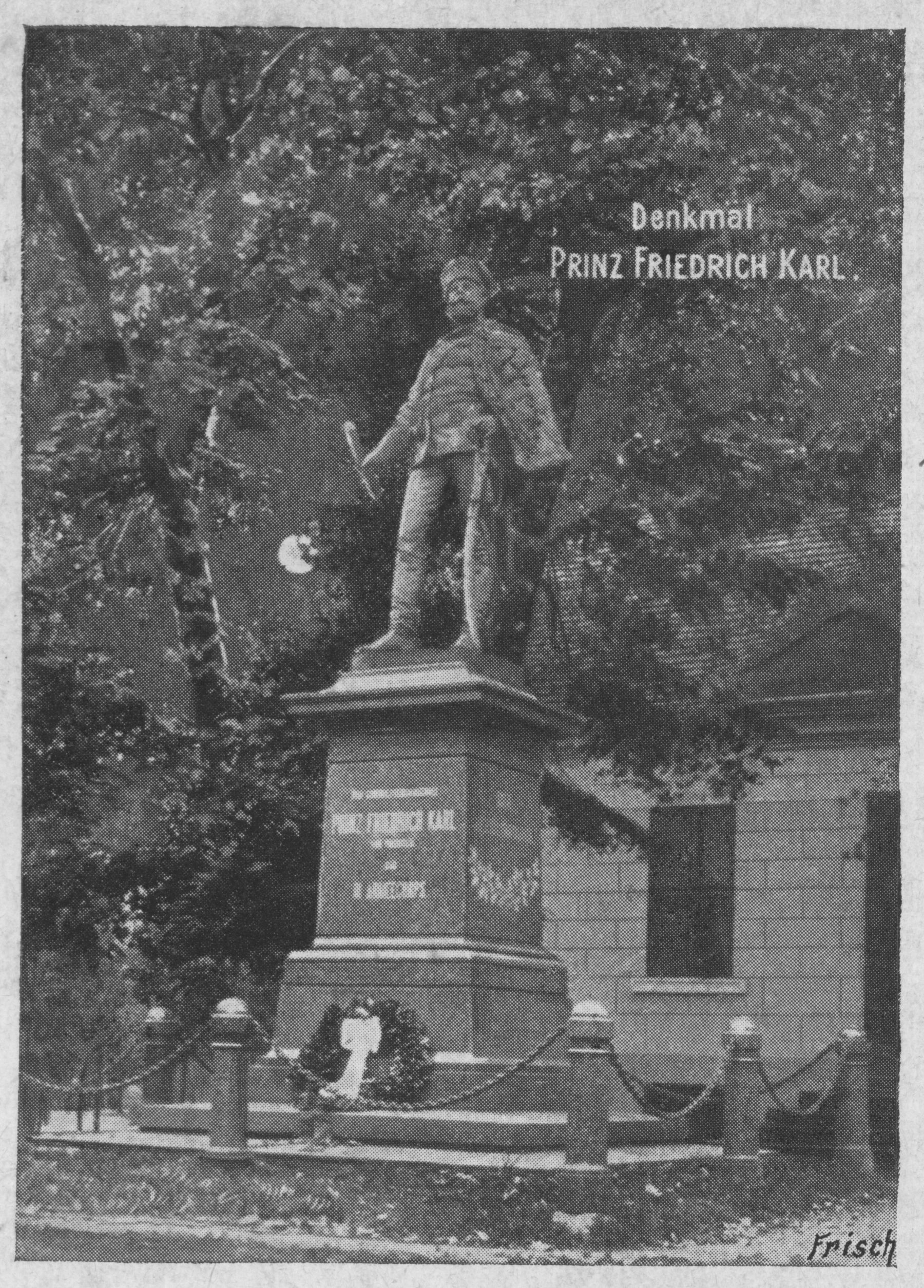
Prinz Friedrich Karl Nikolaus von Preußen in Frankfurt (Oder) (zerstört)
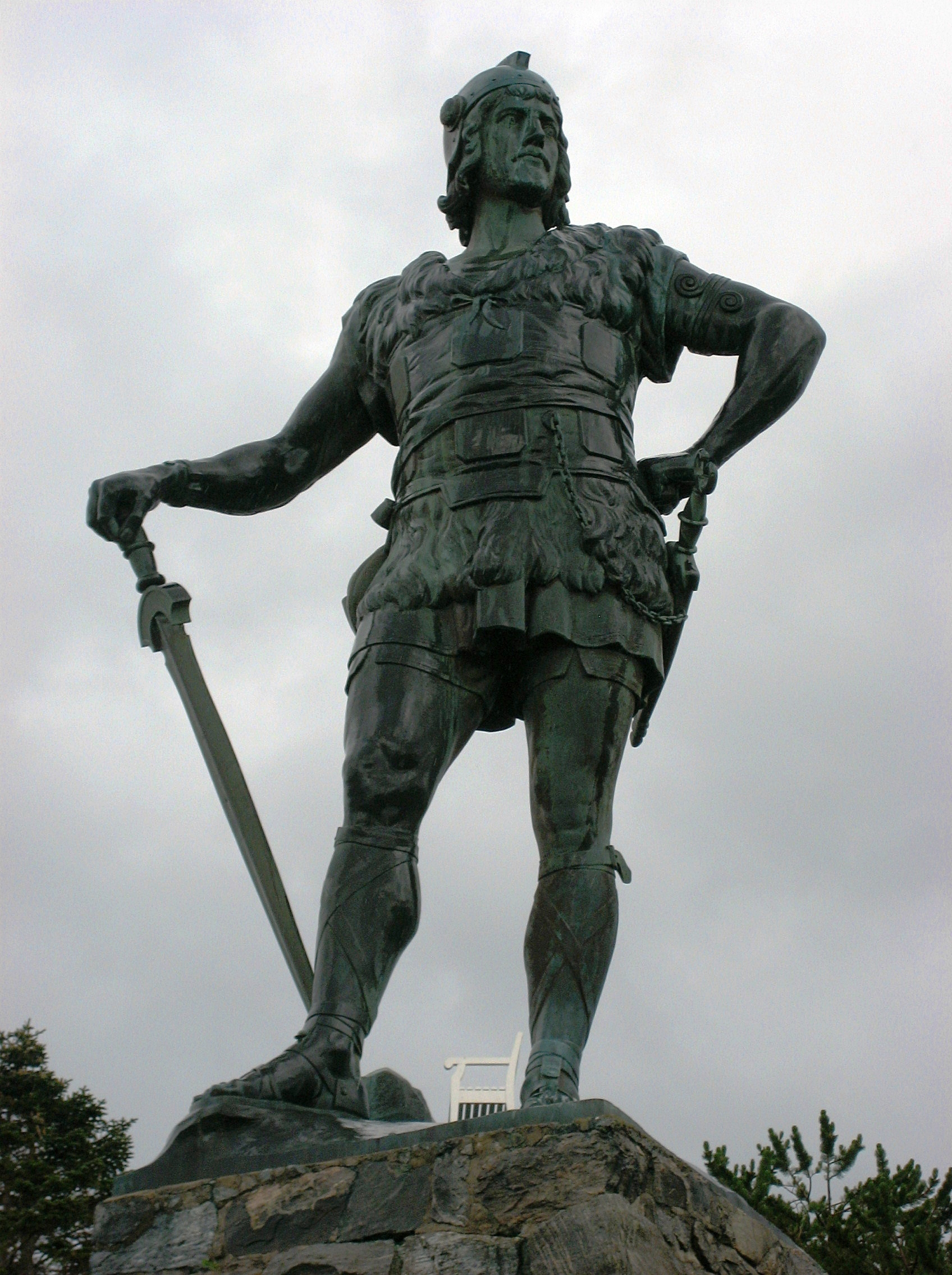
Fridtjov der Tapfere in Vangsnes, ein Geschenk von Wilhelm II an die Norweger
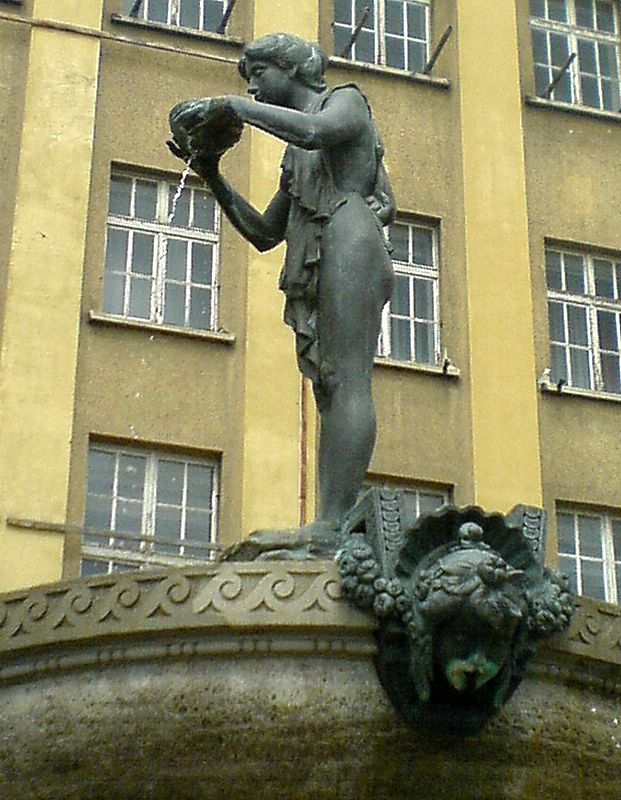
Villersbrunnen in Leipzig
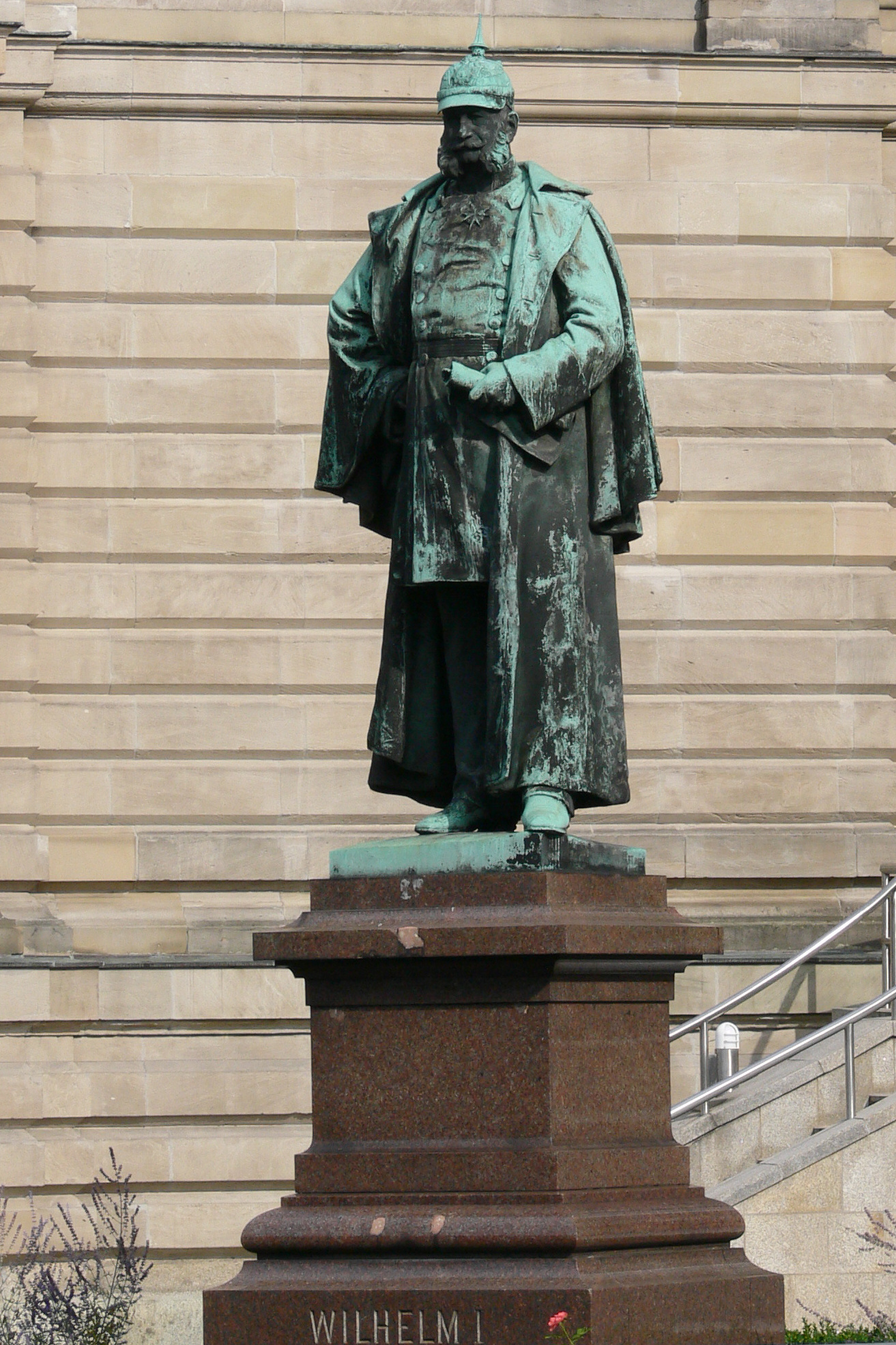
Kaiser-Wilhelm-Denkmal in Ulm
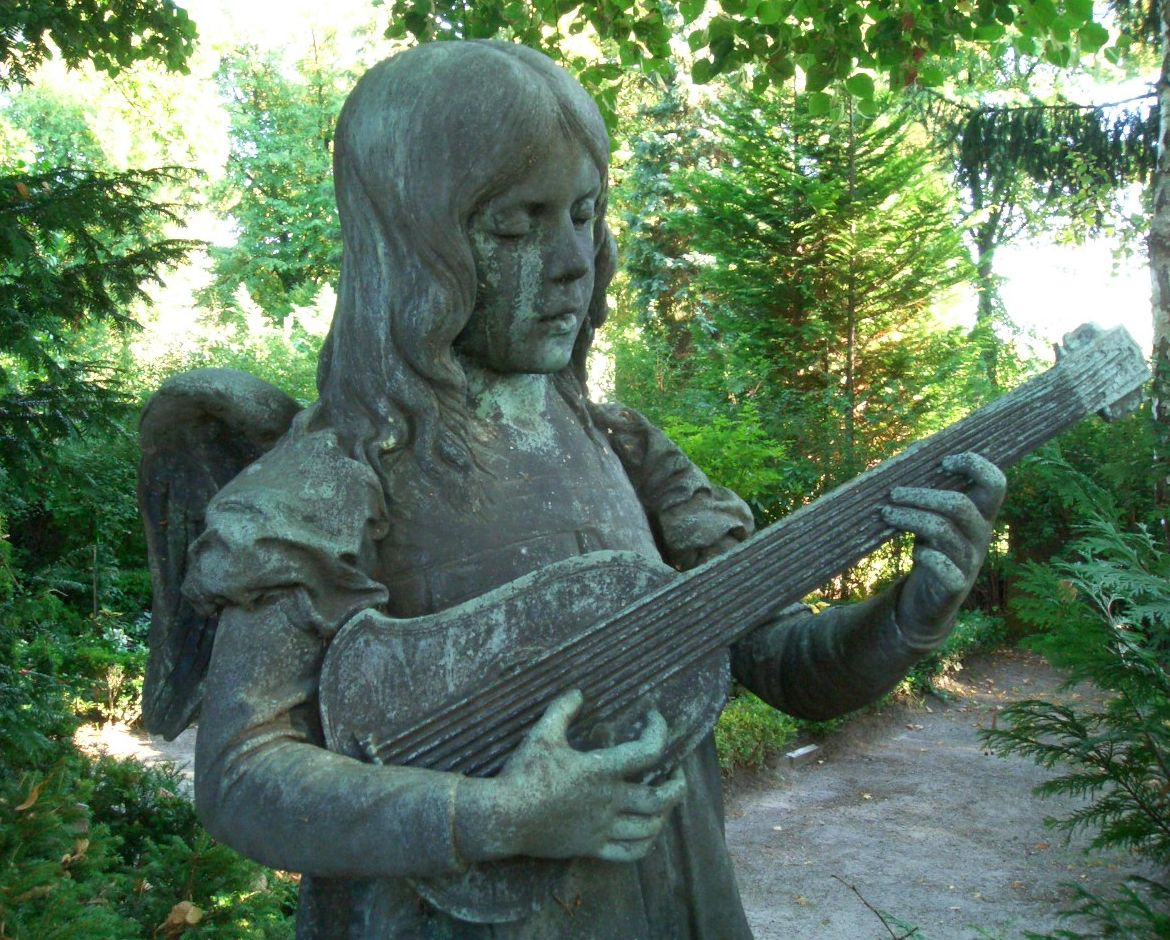
Engel mit Gitarre auf dem Grabstein von Max Unger, Friedhof Dahlem, Bronze, eigenes  Werk
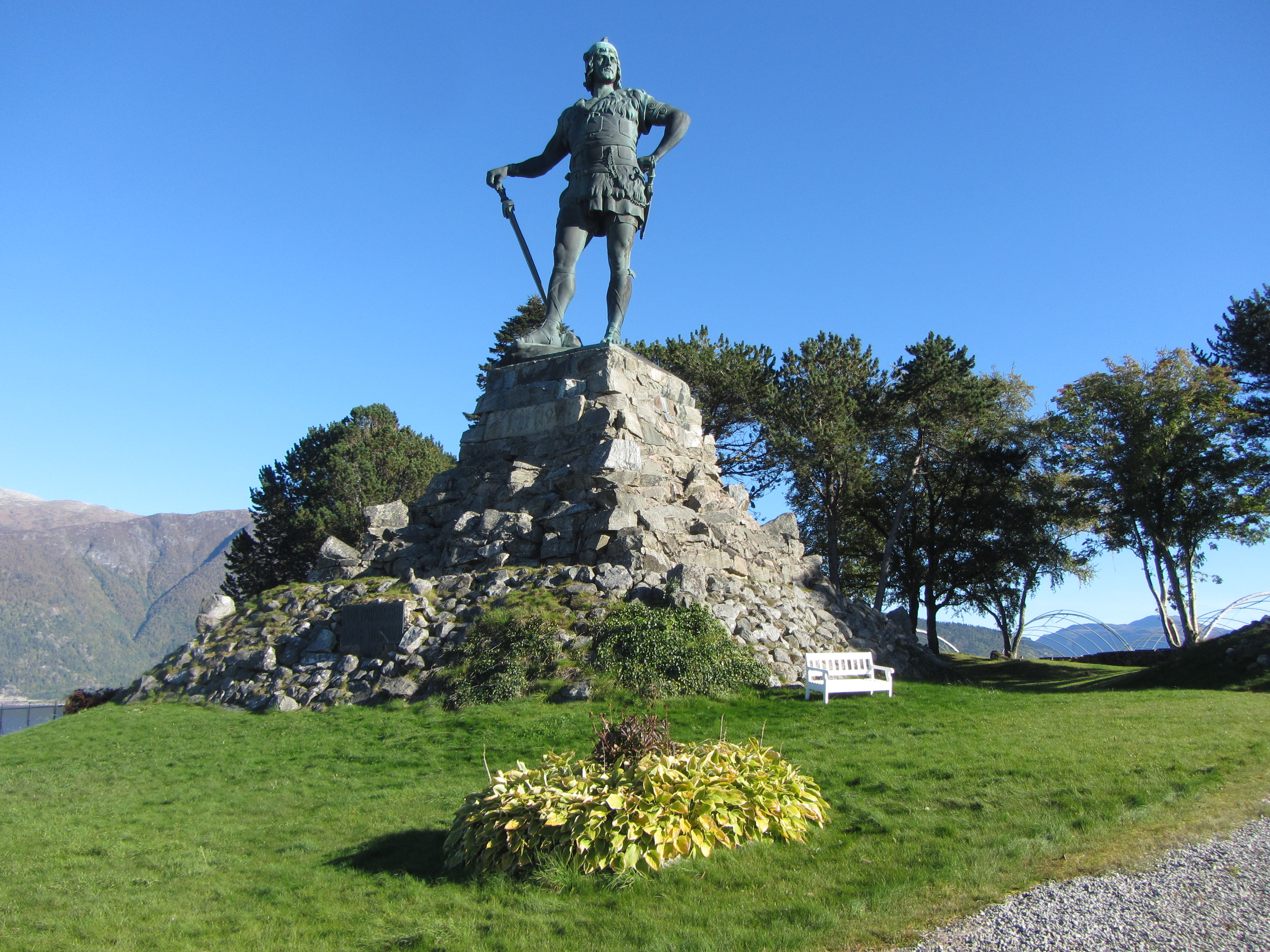
Fridtjof auf Vangsnes Vik in Sogn, Norwegen